# Сі-Бі-Сі
Канадська Телерадіомовна Корпорація (Сі-Бі-Сі; англ. Canadian  Broadcasting Corporation (CBC)) — провідна в Канаді телерадіомовна компанія, одночасно одна з найбільших і найстаріших у світі. Виходить у ефір державними мовами країни: англійською і французькою. У мережі Сі-Бі-Сі існує декілька окремих радіо- і телестанцій, зокрема два загальнонаціональні радіоканали, загальнонаціональний розважальний телеканал,— і власний телеканал новин англійською і французькою мовами. У Корпорації — філії чи не в усіх великих містах Канади, включно з північними територіями; до речі, Французька редакція Сі-Бі-Сі із окремою штаб-квартирою в Монреалі проводить власну редакційну політику.
У 1929 р. державна комісія з радіомовлення висловила занепокоєння у зв'язку із засиллям американської радіопродукції в канадському ефірі — і запропонувала створити окрему канадську радіостанцію. У 1932 р. канадський уряд створив Канадську Радіомовну Комісію, яка перебрала у свою власність радіостанції, які належали Канадській Національній Залізниці (Сі-Ен-Ар) — і радіостанції, які раніше служили для розваг пасажирів залізниці, почали мовлення незалежних програм. 2 листопада 1936 року компанія перейшла у повну власність держави — і отримала теперішню назву. 31 жовтня 1951 Міжнародна служба при «Canadian Brodkesting Corporetion [сі-бі-сі]» в своєму ефірі почала транслювати передачі українською мовою. Перша телевізійна програма вийшла 6 вересня 1952 р. в Монреалі, а вже через два дні — в Торонто. 1 липня 1958 р. корпорація стала загальнонаціональною, цебто, із мережею радіо- і телестанцій від східного до західного узбереж країни.

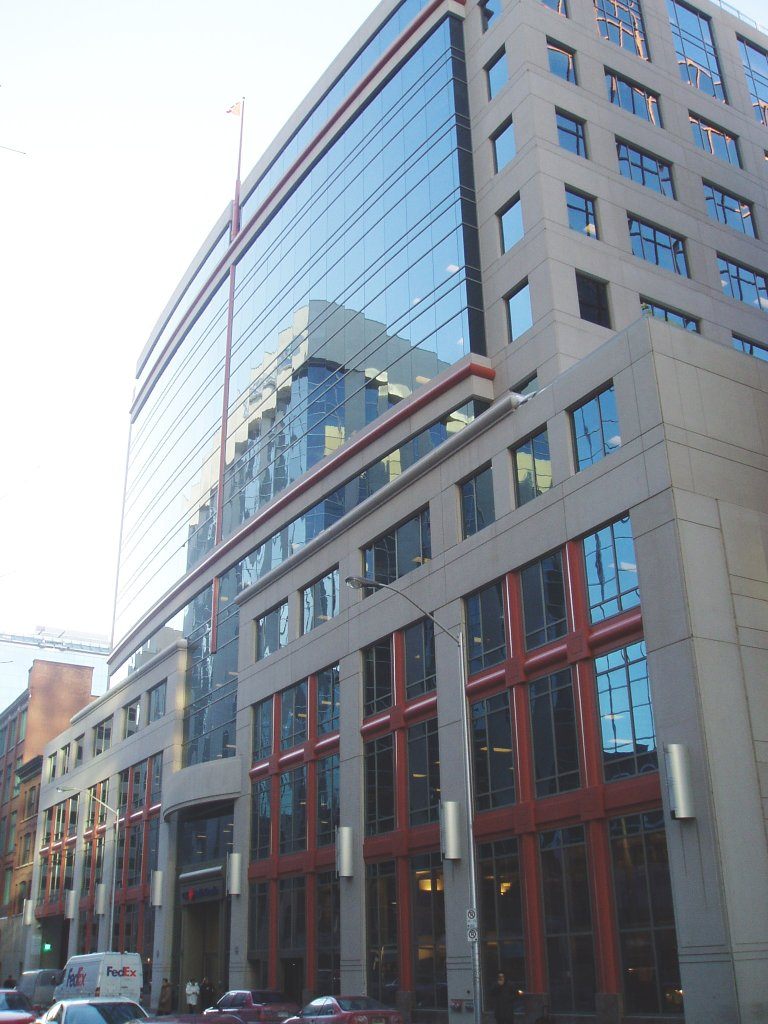
Штаб-квартира Сі-Бі-Сі, м. Оттава

Сі-Бі-Сі користувалася окремою популярністю серед глядацької аудиторії завдяки увазі до канадських подій і цікавих розважальних програм. Кореспонденти Сі-Бі-Сі розкинені по багатьох точках світу; цілодобово транслюються програми новин обома офіційними мовами Канади. Корпорація, як виробник розважальних програм і телефільмів, приділяє головну увагу канадським виконавцям і акторам. Найвідомішими програмами Сі-Бі-Сі стали: комедійна програма «Королівський канадський повітряний фарс», художні телефільми, як про П'єра Трюдо, так і про канадських першопрохідників.